# Никола Моллов
Никола Михайлов Моллов е български химик-органик, изследовател, професор в Пловдивския университет.

## Биография
Завършва средното си образование в родния град, а висшето – специалност химия – във Физикоматематическия факултет на Софийския държавен университет през 1951 г. Постъпва като асистент към катедрата по органична химия на същия факултет, където работи през периода 1952 - 1962 г. През 1957 г. защитава своята дисертация, която е първата защитена в България дисертация за „кандидат на химическите науки“ по новата за тогава номенклатура. След конкурс, през 1962 г., той се хабилитира за старши научен сътрудник II степен в секцията по Химия на природните органични вещества към Института по органична химия при БАН, София, където работи до 1974 г. През 1972 г. Н. Моллов защитава докторска дисертация – първата защитена в България дисертация за „доктор на химическите науки“.
През 1974 г. Н. Моллов печели конкурс за професор по органична химия в Пловдивския университет „Паисий Хилендарски“. В продължение на 15 години той създава най-стабилната катедра в Химическия факултет, която продължава да поддържа високо научно равнище.

## Научни приноси
Научната работа на проф. Н. Моллов е в областта на природните и синтетичните физиологичноактивни вещества. Под научното ръководство на акад. Богдан Куртев той разработва нов метод на органичния синтез, добил популярност като „реакция на Куртев и Моллов“.
В своето самостоятелно развитие като изследовател проф. Н. Моллов работи над 10 години в областта на природните органични вещества от растителен произход. Изследвал е химическия състав на поредица наши растения за алкалоиди и дитерпенови лактони. Резултатите са представени в монографичен труд, отпечатан на английски език в издание на Унгарската академия на науките (1971 г.). Съществени резултати са получени от проф. Моллов и при изследване съдържанието на дитерпенови лактони на растения от рода Teucrium (подъбиче). Изследванията са извършени главно в Института по Органична химия на БАН, отчасти в катедрата по Органична химия на Пловдивския университет, със сътрудници на проф. Моллов в съответните звена.
Втората научноизследователска област на проф. Н. Моллов е развита главно в катедрата по Органична химия на ПУ „П. Хилендарски“ и Лабораторията по биологичноактивни вещества на БАН в Пловдив през годините от 1974 до 1992. Тази проблематика е разширена за получаване на няколко амидни хербициди като алахлор, дуал голд и др., за които, заедно със сътрудници от Базата за развитие и внедряване на химическия завод „Агрия“ в Пловдив, са разработени лабораторни и производствени технологии. Получени са и много нови вещества с очаквана пестицидна активност, която е установена за някои от тях от проведен биологичен скрининг в България и в чужбина.
Като резултат от всички тези изследвания са публикувани над 120 научни публикации в наши и чужди специализирани списания и на 14 авторски свидетелства. Върху тях са защитени 14 кандидатски дисертации от научни сътрудници и асистенти, и много дипломни работи.

През целия период на работа в Химическия факултет на ПУ „П. Хилендарски“ проф. Моллов работи по съвместителство и към Института по органична химия на БАН, като от 1980 г. оглавява Лабораторията по биологичноактивни вещества на ИОХ при БАН в Пловдив. Той е по един мандат заместник-декан, а също и декан на факултета.

## Признание и отличия
За научната си и педагогическа дейност проф. Никола Моллов е награждаван с ордени и медали. Получил е и званието „Заслужил деятел на науката“ (1987 г.).